# El Otro Yo del Otro Yo: Esencia Compilado
El Otro Yo del Otro Yo: Esencia Compilado es un álbum recopilatorio lanzado por la banda argentina El Otro Yo en 1998. Se trata de una recopilación de los álbumes solistas del los tres integrantes de la banda es ese momento (Cristian Aldana, Maria Fernanda Aldana y Raymundo Fajardo) que forman parte de El Otro Yo del Otro Yo: Esencia. 
Los discos solistas fueron titulados como "Aldana" (Humberto Cristian Aldana), "Triángulo María" (María Fernanda Aldana) y "Ray" (Raymundo Fajardo).

## Lista de canciones
1. Perfil (A)
2. Una salida (R)
3. Imán (T)
4. Que sueñes con los angelitos (A)
5. Window (T)
6. El conquistador (R)
7. Cancha (A)
8. Hablándote (R)
9. Leo (T)
10. Yo soy Anarquista (A)
11. Un día más (R)
12. Tirate a nadar (T)
13. Diós se equivocó (A)
14. Nadie fue (R)
15. Canción del adiós (A)
16. Ahogarme (T)
17. Margat (R)
18. Descripción (A)
19. El último momento (T)
20. Luces (R)
21. Paseo en tren (en trineo)- Eco (T)
22. Ahí (R)
23. Borracho (T)
24. La Melodía (A)

(A)=Aldana
(R)=Ray
(T)=Triángulo María
- Datos: Q3700883